# Ілеана Румунська
Ілеана Румунська (рум. Ileana a României), уроджена Ілеана Гогенцоллерн-Зігмарінген, нім. Ileana von Hohenzollern-Sigmaringen), під час першого шлюбу Ілеана Австро-Тосканська, нім. Ileana von Österreich-Toskana), після прийняття постригу Матір Александра, англ. Mother Alexandra; 5 січня 1909 — 21 січня 1991) — румунська та німецька принцеса з дому Гогенцоллернів-Зігмарінгенів, донька короля Румунії Фердинанда I та принцеси Великої Британії Марії Единбурзької, дружина ерцгерцога Австрії та принца Тоскани Антона, після розлучення у 1954 — доктора Стефана Миколая Іссареску. У 1961 році стала черницею. 1967-го заснувала Преображенський монастир в Елвуд-сіті, штат Пенсільванія.
У вересні 1990 року навідала Румунію після падіння комуністичного режиму.
Залишила мемуари, видані у 1952 році.

## Біографія

### Ранні роки
Ілеана народилась 5 січня 1909 року у Королівському палаці Бухареста п'ятою дитиною та третьою донькою в родині кронпринца Румунії Фердинанда Гогенцоллерна-Зігмарінгена та його дружини Марії Единбурзької. З приводу народження принцеси був даний 21 гарматний салют. 15 січня новонароджена була охрещена в палаці за православним звичаєм. Хрещеним батьком став король Великої Британії Едуард VII. Ім'я дівчинці обрала матір.

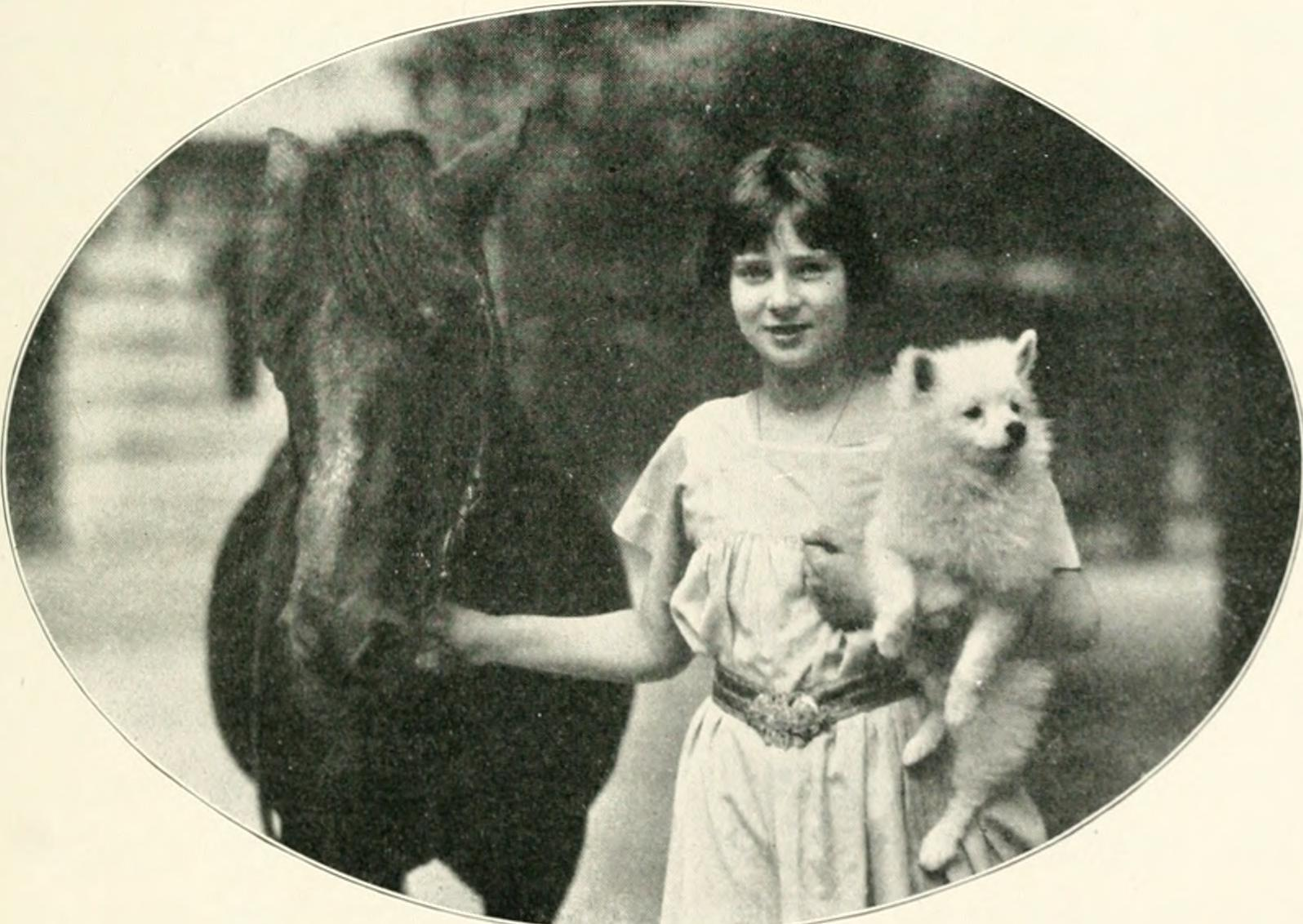
Принцеса Ілеана в дитячому віці

Дівчинка мала старших братів Кароля та Миколая й сестер Єлизавету та Марію. Жила родина у королівському замку Котрочень в Бухаресті. Літню пору року вони проводили у замку Пелішор у Карпатах, неподалік Сіная. Ілеана зростала улюбленицею матері.
Взимку 1913 року у дівчинки з'явився молодший брат Мірча. А в жовтні 1914 року її батько зійшов на престол. У тому ж році їх відвідав російський цар Микола II із родиною.
У 1916 році Румунія приєдналася до країн Антанти та оголосила війну Австро-Угорщині. Недієздатна румунська армія була швидко розбита, і ворожі війська попрямували до столиці. В цей час від черевного тифу помер Мірча. Родина була змушена поспіхом поховати його в околицях королівського замку. Відразу після цього вони від'їхали у тил — до провінції Молдова. В кінці листопада сім'я знайшла прихисток у Яссах. Туди ж відступили залишки румунського війська. В маленькому містечку весь час не вистачало їжі. Ілеана, не зважаючи на юний вік, разом із матір'ю та сестрами навідувала поранених у шпиталях. Вона потоваришувала із керівником Американського Червоного Хреста в Румунії, полковником Андерсоном, і виступала його перекладачкою. Також бувала в гостях у маршала Презана на його заміській віллі. Там вона часто зустрічалася з Іоном Антонеску, який обіймав посаду ад'ютанта.
У травні 1918 року війна для Румунії скінчилася підписанням Бухарестського мирного договору з Центральними державами. Влітку 1918-го Ілеана з матір'ю жили у дерев'яному бараці над річкою Тротуш, де принцеса товаришувала із селянськими дітьми. Там вона мала змогу поглибити та збагатити свої знання румунської мови. За півроку скінчилася Перша світова війна, і родина повернулася додому.
Освіту принцеса отримала при дворі, від батьків та гувернерів. У матері вона навчилася англійської та французької мов, а в батька — німецької. З раннього віку дівчинка відрізнялася почуттям обов'язку по відношенню до людей та країни. Її краса, чарівність та готовність зустрічатися з людьми зробили принцесу улюбленицею румунського народу. Також була дуже релігійною, щонеділі ходила до церкви.
У 1919 році разом із сестрою Марією Ілеана супроводжувала матір до Парижу. Як і її сестри, навчалася у Хітфілдській школі для дівчат у Аскоті, Велика Британія, куди вступила у 1924 році. Згодом вивчала скульптуру та живопис під наставництвом Йона Жаля та Жана Александру Стеріаді. Збереглося кілька її робіт з бронзи, латуні та каменю. Одна з найбільш відомих має назву «Богородиця, покровителька морів» і є статуєю з білого добруджанського вапняку, яку Ілеана виконала на бажання своєї матері.
У Румунії Ілеана стала організаторкою та очільницею руху дівчат-скаутів. Брала участь у різних експедиціях до Карпат. Захоплювалася вітрильним спортом, мала патент капітана далекомагістральних рейсів. Полюбляла автівки, їзду верхи та теніс.
Восени 1926 року 5 тижнів разом із матір'ю та братом Миколаєм мандрувала Америкою, а після того — Іспанією. Була присутньою на прийомі у Білому домі, який давав Калвін Кулідж. Того ж року почалося будівництво палацу «Тихе гніздо» у болгарському місті Балчик, який згодом, разом із замком Бран в Румунії, став найулюбленішим куточком матері та доньки.
У липні 1927 року Фердинанд I помер і королем став малолітній небіж Ілеани — Міхай, який правив за допомогою регентів. У 1930 році до Румунії повернувся з еміграції її брат Кароль, позбавлений права престолонаслідування, і змістивши сина, сам зацарював на престолі.
У той час Ілеана збиралася одружитися із Александром Гохбергом, бароном Фюрстенштайном, який походив з багатого та аристократичного дому Силезії. Однак, хоча він і був другом Марії Единбурзької, заручини виявилися зовсім нетривалими через його сумнівну репутацію. Існувала підозра, що барон мав гомосексуальні зв'язки.
Влітку 1930 року принцеса супроводжувала матір до Барселони, де зустрілася із австро-тосканським принцом Антоном Габсбургом. За рік вони одружилися. Ілеана казала з цього приводу: «Я відчуваю, що зустріла людину, яка зробить мене по-справжньому щасливою. Звичайно, майбутнє знаходиться в руках Бога, але — оскільки у нас є віра в нього — я думаю, що зможу провести разом з Антоном безпечне життя, яке нам вкрай потрібне».

### Перший шлюб та еміграція

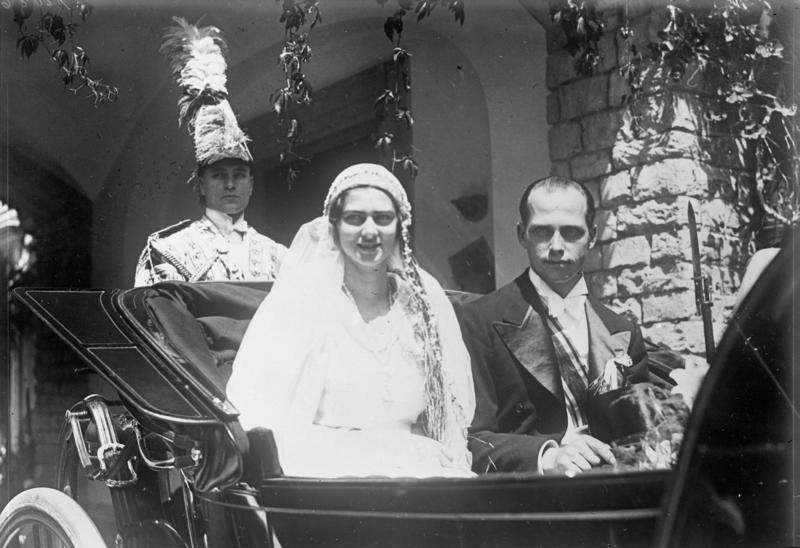
Ілеана із чоловіком в день весілля

26 липня 1931 року у замку Пелеш у Румунії відбулося вінчання 22-річної принцеси Ілеани із 30-річним Антоном Габсбургом-Лотаринзьким. Свекор на честь свята презентував їй коштовну діадему. Перший тиждень медового місяця молодята провели у замку Бран, після чого вирушили у подорож Європою.
У шлюбі народила шестеро дітей. Кароль, який заздрив популярності сестри, заборонив їй жити в Румунії під приводом того, що її чоловік походить з родини Габсбургів, а румуни ніколи не дозволяли Габсбургам жити на своїй землі. Перший рік сімейного життя пара провела в Мюнхені, а після отримання дозволу австрійського уряду орендували будинок у Мьодлінгу під Віднем. У 1934 вони придбали замок Зоннберг, який відремонтували та переоблаштували. Навколо був розбитий сад, в господарстві завели велику кількість свійських тварин. Принцеса разом із прислугою стригла овець та в'язала предмети одягу для домашнього господарства. Окрім цього, вона знаходила час для садівництва, живопису і скульптури.
До Відня подружжя виїжджало рідко. Літню пору року вони проводили на березі озера Вьортерзее в Каринтії. У пари був приватний літак, яким керував сам Антон. На ньому подружжя подорожувало разом із дітьми до Англії, Угорщини та Румунії. На Різдво 1936 року їх востаннє відвідала королева Марія.
Смерть матері у 1938 році стала для Ілеани важким випробуванням. У спадок, окрім іншого, принцеса отримала замок Бран та сапфірову тіару.
Ілеана заснувала неподалік Зоннбергу невелику амбулаторію для дітей, яка була відкрита один день на тиждень, а також їдальню, де взимку годували безкоштовно 30 нужденних дітей. У 1935—1938 роках вона була головою організації австрійських дівчат-скаутів. Також організовувала табори для дівчаток-скаутів у саду замку.
Після оголошення аншлюсу у березні 1938 року нацистські війська увійшли до Австрії. У замку Зоннберг на десять днів розквартирувалися 50 штурмовиків. Згодом кілька разів відбувалися обшуки.
Восени 1938 року під час Судетської кризи Антон Габсбург був на три тижні призваний до армії. Невдовзі після повернення він знову вирушив до війська. У замку розмістили медичний загін. Сама Ілеана вступила на слухання систематичного курсу навчання Червоного Хреста, щоб доповнити та оновити знання отримані раніше в Англії та Румунії. Періодично вона зустрічалася з чоловіком під час його коротких відпусток. У Відні також навідувала румунських поранених. В цей час її брат Кароль зрікся престолу на користь сина Міхая.
У квітні 1943 році Ілеана відкрила в Зоннбергу лікарню для поранених. Їжі в місцевості не вистачало, тож румунські союзники доправляли їм їжу зі своєї країни в посилках.
У березні 1944 року принцеса із трьома молодшими дітьми повернулася в Румунії, де жила у будинку біля замку, доки Бран не пристосували до життя. Певний час Ілеана працювала в їдальні залізничного вокзалу Брашова. Після створення лікарні Червоного Хреста у Брашові стала там медсестрою, продовжуючи кілька днів допомагати в їдальні. У травні 1944 востаннє відвідала Зоннберг протягом тижня. У липні 1944, після вказівки Гітлера щодо комісування вояк із шляхетних родів, Антон Габсбург приєднався до родини у Брані. Їх також нетривало навідав король Міхай.
У приміщенні школи та кількох бараків Ілеана створила шпиталь під назвою «Серце Королеви» для поранених солдатів, де працювала волонтером. За її сприяння ліки доправлялися з Німеччини та Швейцарії. Невдовзі після цього до території Румунії увійшли війська Червоної армії. У лютому 1945 Ілеана познайомилася з Емілем Боднарашем, який інспектував її шпиталь. Згодом вона неодноразово зверталася до нього з низки питань.
Військові дії в Європі припинилися навесні 1945 року. Румунія залишилася під контролем радянських військ. Лікарня принцеси продовжила функціонувати і надалі. Свою допомогу надавали їй Американський та Швейцарський Червоний Хрест. Життя її родини відверто контролювалося новою владою. Чоловік не мав права залишати замок Бран. Сама Ілеана користувалася більшою свободою, оскільки комуністи впевнилися в її працелюбності та не спротиві новому режиму.

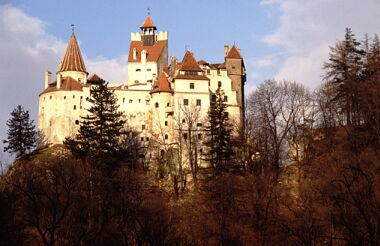
Замок Бран

Перші повоєнні роки принцеса із сім'єю продовжувала жити в Румунії. Влітку 1946 року вона придбала будинок у Бухаресті. Ще перед чим, навесні 1946 року, принцеса зустрілася в приватній обстановці з членами уряду країни, у тому числі, Петру Грозою, Анною Паукер, Георге Георгіу-Дежем, Йоном Маурером, Лукреціу Петрешкану, Теогарі Георгеску. Згодом, прагнучи домогтися покращення умов утримання ув'язнених, мала ще одну зустріч із Анною Паукер за вечерею. Розмова, окрім іншого, торкнулася можливості допомоги США, в які вірила Ілеана, що могла б звільнити Румунію від радянської окупації. На що Паукер послідовно та переконливо пояснила, чому це є неможливим. Принцеса продовжувала також контактувати з генералом Аурелем Альдеа до самого його арешту.
Наприкінці 1946 року її чоловік нарешті отримав румунський паспорт та виїхав до Швейцарії, де знаходився до весни наступного року без можливості в'їхати до Австрії.
У березні 1947 року разом із кількома помічниками принцеса супроводжувала гуманітарну допомогу Червоного Хреста до містечка П'ятра-Нямц, а звідти — до віддалених селищ.
У грудні 1947 року монархія в країні була скасована. 30 числа у замку Бран Ілеана дізналася про встановлення республіки. Король Міхай, якого відсторонили від влади, повідомив їй, що за бажанням вона може залишитися в Румунії як приватна особа. За словами самої Ілеани, вона ніколи б не залишила батьківщину, якби була самотньою. Після цього принцеса мала зустріч з Петру Грозою, який завірив її у безпеці. Уряд виділив потяг, на якому королівська родина могла залишити країну. Дозволялося брати тільки особисті речі без виробів мистецтва. Спеціальна комісія слідкувала за зборами. 8 січня 1948 року вся королівська родина залишила Румунію. Перед від'їздом Ілеана бачилася з Емілем Боднарашем, питаючи про причини висилки короля. Протягом року майно членів монаршої сім'ї було конфісковане.
Ілеана виїхала до Швейцарії, звідки перебралася до Аргентини. В Буенос-Айресі вона створила будинок для румунських політичних біженців.
Страждаючи від артриту, у березні 1950 року Ілеані вдалося отримати дозвіл на отримання медичної допомоги в Сполучених Штатах Америки. Із двома старшими дітьми принцеса прилетіла до Маямі, після чого оселилася у друзів в Бостоні. Через деякий час, продавши коштовності, вона придбала будинок у Ньютоні, штат Массачусетс. Про королівські родини там ніхто не чув, і поштар спокійно запитував: «Габсбурги тут?» Невдовзі Ілеана перевезла до Америки і молодших дітей. Антон залишився у Австрії.
В останні роки шлюбу вони жили окремо і вирішили розлучитися. Розірвання шлюбу було оформлене 19 травня 1954 року.

### Другий шлюб
За місяць принцеса побралася вдруге із доктором Стефаном Миколаєм Іссареску, старшим від неї на три роки. Дехто вважав, що це було зроблено лише для отримання американського громадянства. Весілля відбулося 19 червня 1954 року у Ньютоні. Спільних дітей у подружжя не було.
Між 1951 та 1961 роками Ілеана подорожувала Сполученими Штатами, читаючи лекції про умови життя в Румунії.
По досягненні 50 років принцеса повідомила чоловіку та старшому синові, що має намір стати черницею. Стефан підтримав її, Ісареску же ідею не схвалив. У 1961 році Ілеана вирушила до Франції.

### Чернецтво
У Франції під час Великого Посту 1961 року вона стала послушницею в монастирі Покрова Божої Матері в Бюссі. У 1965 році принцеса вдруге розлучилася, а в 1967-му — прийняла чернечий постриг під іменем Александри.

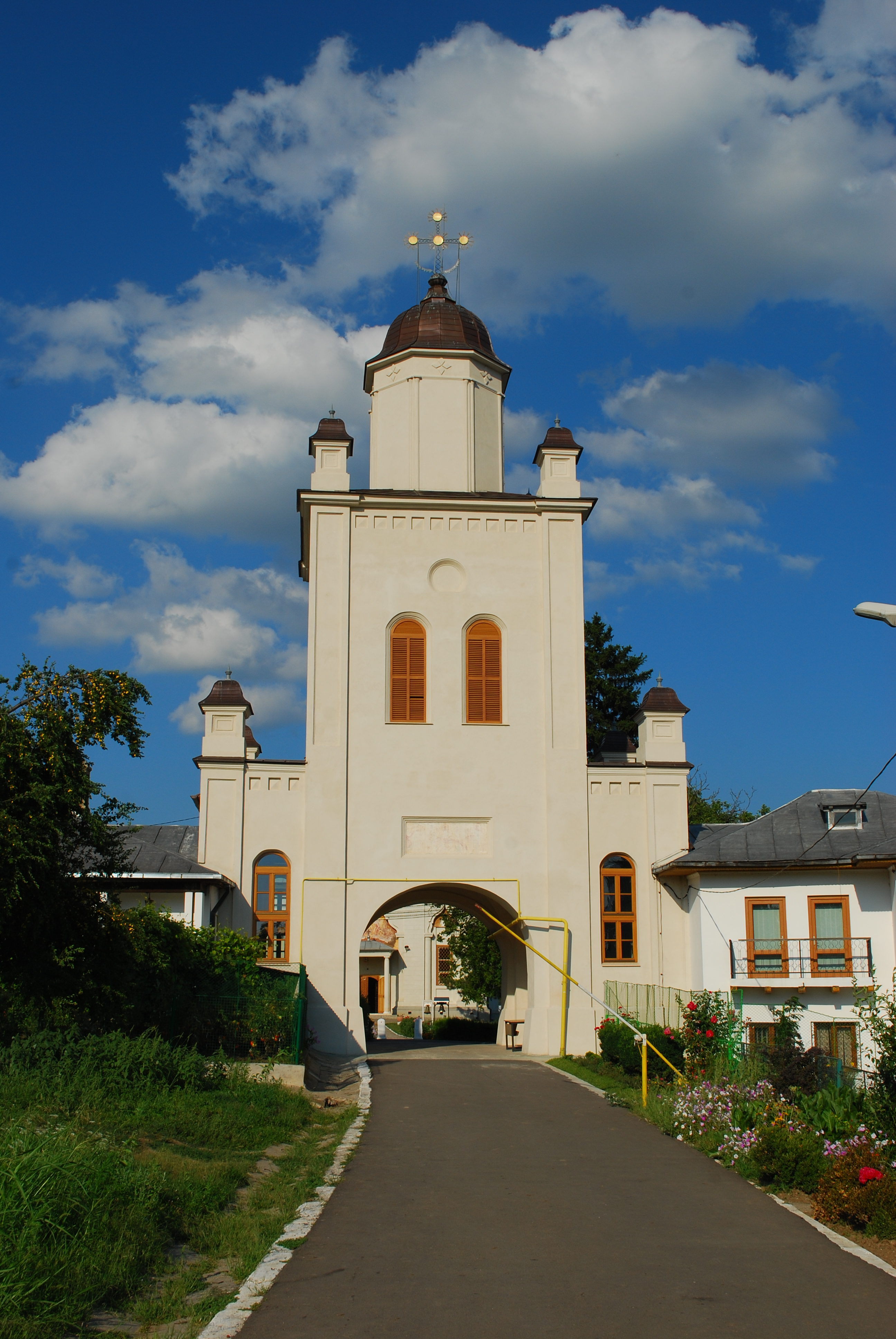
Монастир Пасареа, який відвідала матір Александра протягом візиту до Румунії

Повернувшись до Америки у 1967-му, вона заснувала у містечку Елвуд-сіті за допомогою єпископа Валеріана православний Преображенський монастир, де стала ігуменею.
У 1990 році Матір Александра із донькою Санді відвідали Румунію за запрошенням благодійної християнської організації для допомоги дітям-сиротам. Принцеса зустрілася з румунським патріархом, відвідала монастир Пасареа поблизу Бухареста, а також монастир Тіганешті по дорозі до замку Бран. Замок виявився на реконструкції. У місцевій каплиці, де перепоховали меншого брата Ілеани Мірчу, відбулась невеличка поминальна служба. Звідти Ілеана рушила до Куртя-де-Арджеш, де відбулася служба за всіма померлими членами королівської родини, після чого повернулася до Бухаресту. Місто справило на неї сумне враження, однак прийом народом був надзвичайно теплим. У Сполучених Штатах вона швидко зібрала кошти на гуманітарну діяльність для допомоги дітям.
Принцеси не стало невдовзі після повернення. У січні 1991 вона зламала шийку стегнової кістки у своїй келії. Після цього перенесла кілька серцевих нападів. Померла матір Александра 21 січня 1991 року в лікарні Святої Єлизавети в Янгстауні, штат Огайо. Поховали її на цвинтарі Преображенського монастиря в Елвуді.

## Цікаві факти
- З 7 років принцеса Ілеана бачила янголів.[10]
- Під час навчання принцеси в Аскоті, Іон Антонеску був військовим аташе в Лондоні і навідував її по суботах.[7]
- У березні 1941 року перебувала у Відні одночасно з Гітлером, який прибув на підписання Троїстого Пакту.[16]

## Мемуари
- Ileana von Österreich-Toskana: A Live Again Princess Of Romania Archduchess Of Austria. Rinehart & Company Incorporated, 1952.

## Нагороди
- Орден Михая Хороброго 3-го класу (Румунське королівство);
- Орден Кароля I (Румунське королівство);
- Великий хрест ордену Корони Румунії (Румунське королівство);
- Великий хрест ордену Зірки Румунії (Румунське королівство);
- Великий хрест ордену Фердинанда I (Румунське королівство);
- Орден дому Гогенцоллернів 2-го класу (Румунське королівство);
- Орден Хреста Королеви Марії 1-го класу (Румунське королівство);
- Орден Орла Румунії (Румунське королівство);
- Нагорода за навігацію (Міжнародна федерація вітрильного спорту).

## Титули
- 5 січня 1909 — 26 липня 1931 — Її Королівська Високість Принцеса Марія Румунська, Принцеса Гогенцоллерн-Зігмарінген;
- 26 липня 1931 — 19 травня 1954 — Її Імператорська та Королівська Високість Ілеана, Ерцгерцогиня Австрійська, Імператорська Принцеса Австрії, Королівська Принцеса Угорщини та Богемії, Принцеса Тоскани, Принцеса Румунії, Принцеса Гогенцоллерн.

## Родина
Чоловік — Антон Габсбург-Лотаринзький
Діти:
- Стефан (1932—1998) — був морганатично одруженим із Мері Джерін Сопер, мав п'ятьох дітей;
- Марія Ілеана (1933—1959) — дружина графа Ярослава Коттулинського, мали єдину доньку;
- Александра (нар.1935) — перебуває у другому шлюбі, дітей не має;
- Домінік (нар.1937) — перебуває у другому шлюбі, має двох синів;
- Марія Магдалена (нар.1939) — дружина барона Ганса Госхаузена, має трьох дітей;
- Єлизавета (нар.1942) — дружина Фрідріха Сандхофера, має чотирьох дітей.

Чоловік — Стефан Миколай Іссареску
Дітей не було